# Walter Nausch
Walter Nausch (ur. 5 lutego 1907 w Wiedniu, zm. 11 lipca 1957 w Obertraun) – austriacki piłkarz grający na pozycji pomocnika. W swojej karierze rozegrał 39 meczów w reprezentacji Austrii, w których strzelił 1 gola.

## Kariera klubowa
Swoją karierę piłkarską Nausch rozpoczął w klubie SV Amateure Wiedeń (później znanym pod nazwą Austria Wiedeń). W sezonie 1923/1924 zadebiutował w jego barwach w austriackiej pierwszej lidze. W debiutanckim sezonie wywalczył z SV Amateure mistrzostwo Austrii. W 1924 i 1925 roku zdobył Puchar Austrii.
W 1925 roku Nausch przeszedł do innego wiedeńskiego klubu, Wiener AC. Grał w nim do końca sezonu 1928/1929. Latem 1929 wrócił do Austrii Wiedeń. Zdobył z nią trzy kolejne Puchary Austrii w latach 1933, 1935 i 1936 oraz dwa Puchary Mitropa w latach 1933 i 1936. W sezonie 1936/1937 był grającym trenerem Austrii. W 1938 roku zakończył karierę piłkarską.

## Kariera reprezentacyjna
W reprezentacji Austrii Nausch zadebiutował 27 października 1929 roku w wygranym 3:1 meczu Pucharu Dr. Gerö 1927/30 ze Szwajcarią, rozegranym w Bernie. W swojej karierze grał też w eliminacjach do MŚ 1934 i do MŚ 1938. Od 1929 do 1937 roku rozegrał w kadrze narodowej 39 meczów i strzelił 1 gola.

## Kariera trenerska
Po zakończeniu kariery piłkarskiej Nausch został trenerem. W latach 1940–1948 był trenerem szwajcarskiego klubu Young Fellows Zurych.
W 1948 roku Nausch został selekcjonerem reprezentacji Austrii i pracował w niej do 1954. W 1954 roku poprowadził Austrię na mistrzostwach świata w Szwajcarii. Na tych mistrzostwach Austria zajęła 3. miejsce.
W sezonie 1954/1955 Nausch był trenerem Austrii Wiedeń.